# Grimm E. Ulv og Hjulben
Grimm E. Ulv (engelsk: Wile E. Coyote) er en animeret figur, skabt af Warner Brothers i 1952. Figuren forestiller en prærieulv, der bruger det meste af sin tid på at fange jordgøgen Hjulben (engelsk: Road Runner). Tegnefilmene udspiller sig på den amerikanske prærie.
Plottet i hvert eneste afsnit er at Grimm E. Ulv forsøger at fange Hjulben – ofte med hjælp af specielle remedier (motoriserede rulleskøjter, selvbyggerfly m.m.) fra firmaet ACME (på dansk oversat til Ajax). Hjulben slipper dog altid uskadt, mens Grimm E. Ulv i sine mislykkede forsøg ender med selv at komme alvorligt til skade (fx ved at blive kørt over af et tog, dratte ud over en klippe, blive sprængt i luften eller lignende). 